# Dinastia merovíngia

Expansão dos francos 481-870

Os merovíngios foram uma dinastia franca que governou os francos numa região correspondente à antiga Gália, onde estão localizadas atualmente a França, a Bélgica, uma parte da Alemanha e da Suíça. Governaram da metade do século V à metade do IX. Seus governantes se envolveram com frequência em guerras civis entre os ramos da família. No último século de domínio merovíngio, a dinastia foi progressivamente empurrada para uma função meramente cerimonial. O domínio merovíngio foi encerrado por um golpe de Estado em 751 quando Pepino o Breve formalmente depôs Quilderico III, dando início à Dinastia Carolíngia.
Eles eram citados às vezes por seus contemporâneos como os "reis de cabelos longos" (em latim reges criniti), por não cortarem simbolicamente os cabelos (tradicionalmente, os líderes tribais dos francos exibiam seus longos cabelos como distinção dos cabelos curtos dos romanos e do clero). O termo "merovíngio" deriva do latim medieval Merovingi ou Merohingi ("filhos de Meroveu"), alteração de uma forma não atestada do baixo franconiano ocidental antigo, relacionada ao nome da dinastia em inglês antigo, Merewīowing, com o final -ing sendo um sufixo típico patronímico. Por descender de Meroveu, a primeira dinastia dos reis francos é denominada Dinastia Merovíngia.

## Origens

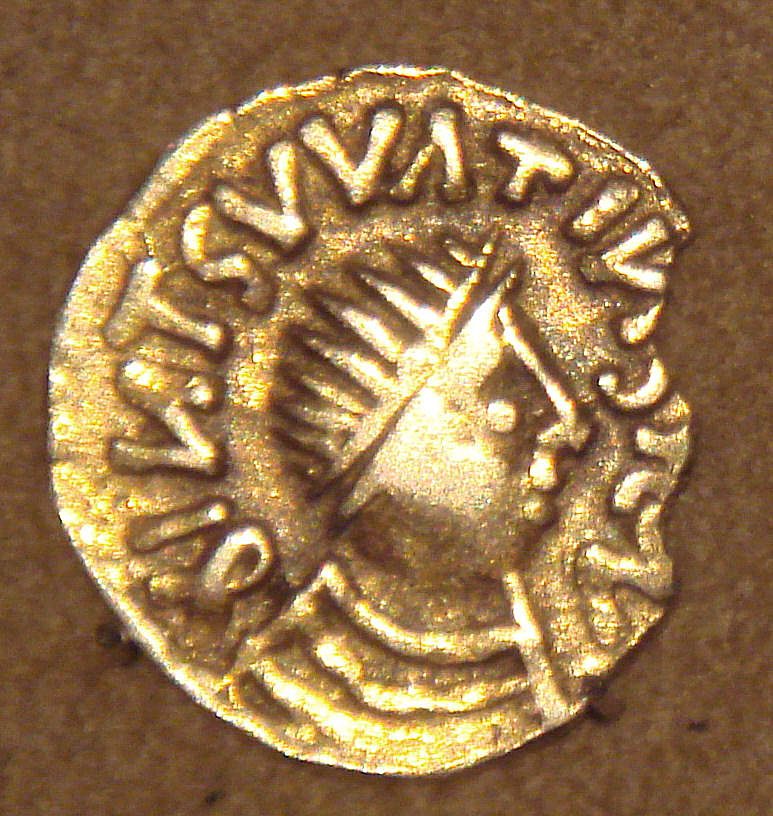
Tremisse Franca de Ouro, Imitação do tremisse do Império Bizantino, meados do século VI

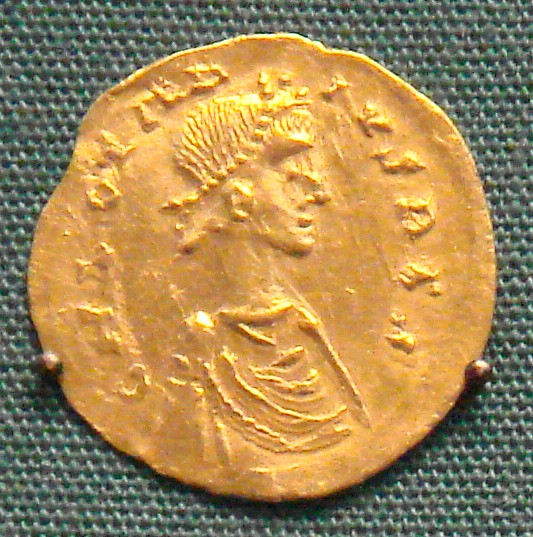
Moeda de Clotário II, 584-628. Museu Britânico

A partir das migrações germânicas do século V, os francos estabeleceram seu território no Império Romano, fundando um reino que alcançou a maior longevidade. A dinastia merovíngia é a primeira do Reino Franco, e o fundador desta dinastia é Meroveu, líder dos francos sálios, que tem uma origem semi-lendária, já que se tem poucos registros de sua existência. Foi pai de Quilderico I (457-481) que não teve muito destaque. Os Merovíngios ainda afirmavam ser descendentes dos troianos. 
O filho de Quilderico, Clóvis I, é quem inicia a expansão dos francos; ele começou a governar no território da Nêustria, e conseguiu unir sob seu controle a maior parte da Gália ao norte do Loire por volta de 486, quando ele derrotou Siágrio, o governante romano daquela região. Ele também venceu a Batalha de Tolbiac contra os alamanos em 496. Com tantas batalhas ganhas, Clóvis tornou-se, de fato, o rei dos francos (seu pai só governava um reino, o da Bélgica Segunda).  Decisivamente derrotou o Reino Visigodo de Tolosa, que era um de seus principais rivais, na Batalha de Vouillé em 507; além de também ter derrotado os Alamanos e os Renanos, e fazer aliança com os Burgúndios para só depois derrotá-los. O imperador bizantino Anastácio reconheceu Clóvis como rei neste mesmo ano, isto não valia muita coisa para os romanos, mas já garantia uma legitimidade do seu governo em todo o território franco, gerando uma unidade. Após a morte de Clóvis, seu reino foi dividido entre seus quatro filhos, ficando divididos na Turíngia (530); Borgonha (534); Provenha (536); Bavária e Suária (555). A tradição da divisão do reino entre os herdeiros continuaria no século seguinte, e essa instabilidade de sucessão entre os herdeiros, marcou caracteristicamente o reino franco.  

## História

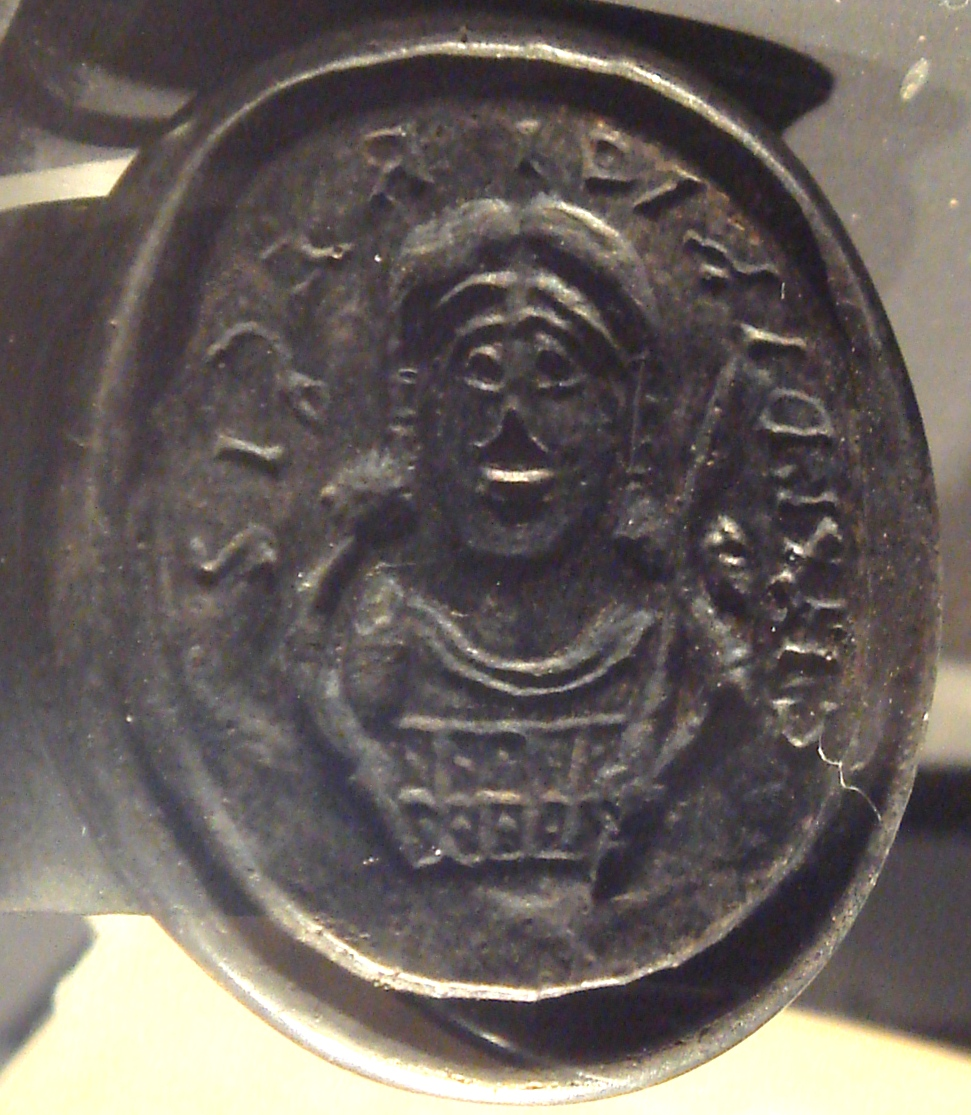
Anel com sinete de Quilderico I. Monnaie de Paris

Os francos eram um povo pagão, entretanto Clóvis se converte ao cristianismo niceno, graças ao bispo Remígio. Com isso, o reino franco foi se cristianizando aos poucos. Quando Clóvis morreu em 511, o reino merovíngio incluía todos os francos e toda a Gália exceto a Borgonha. O reino, mesmo quando dividido sob diferentes reis, manteve a unidade e conquistou a Borgonha em 534. Após a queda dos ostrogodos, os francos também conquistaram Provença. A partir daí, suas fronteiras com a Itália (governada pelos lombardos desde 568) e com a Septimânia visigoda permaneceram bastante estáveis.
Internamente, o reino foi dividido entre os filhos de Clóvis. O único filho que sobreviveu foi Clotário I, que governou um grande reino, mas sua sucessão gerou grandes guerras civis. A morte de um rei criava conflitos entre os irmãos sobreviventes e os herdeiros do falecido, com consequências variadas. Depois, os conflitos foram intensificados pelas contendas que tiveram como figura central Brunilda da Austrásia. No entanto, as guerras constantes muitas vezes não se constituíam em devastação geral e tomavam uma característica quase ritual, com 'regras' e normas estabelecidas.

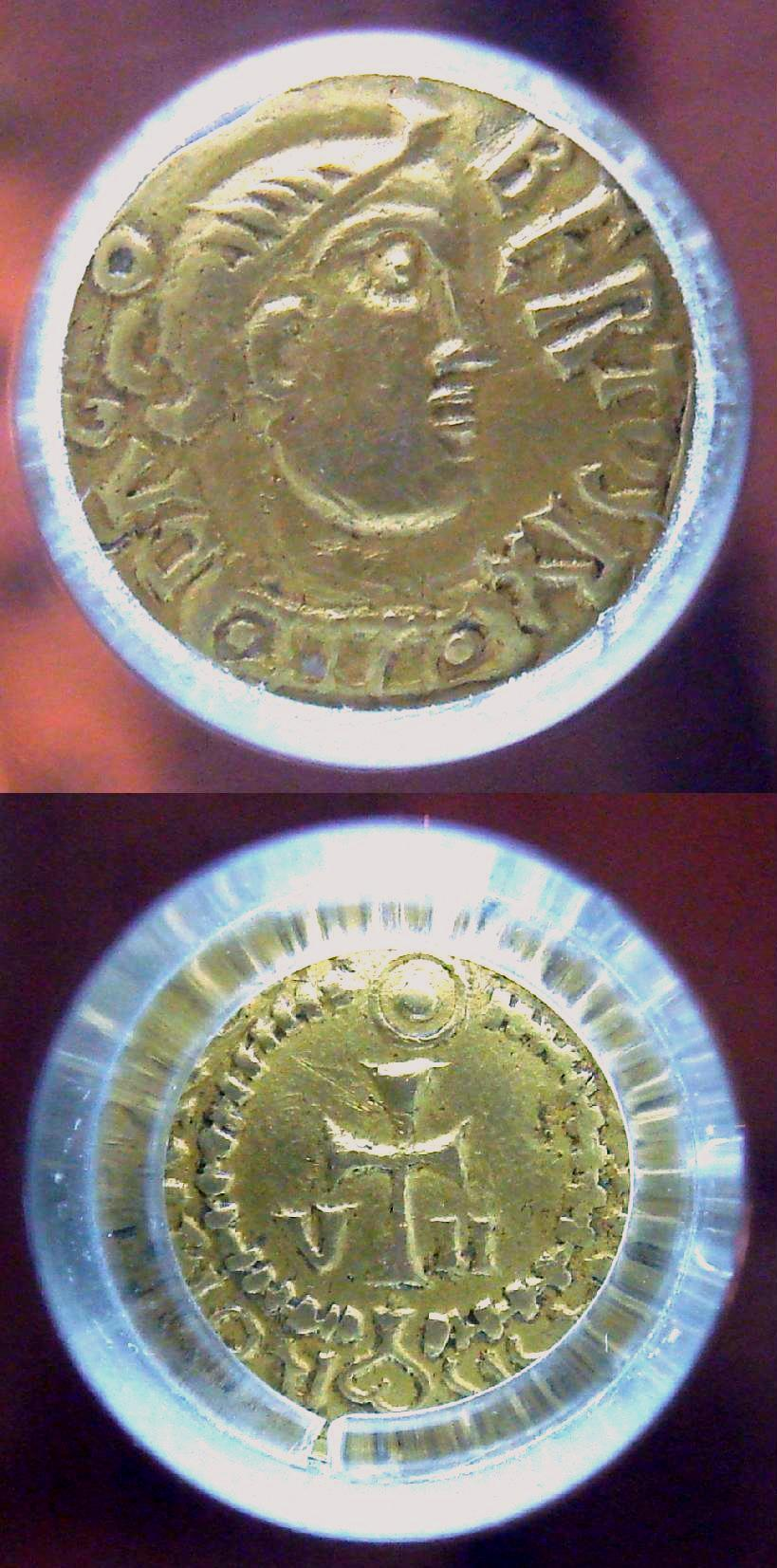
Triens de Dagoberto I e Romanos moneyer, Augaune, 629-639, ouro 1,32g. Monnaie de Paris

Finalmente, em 613, Clotário II reuniu todo o reino franco sob um único rei. Divisões posteriores produziram as unidas estáveis da Austrásia, Nêustria, Borgonha e Aquitânia. 
As guerras frequentes enfraqueceram o poder real, enquanto a aristocracia lucrava e adquiria enormes concessões dos reis em troca de seu apoio. Estas concessões viram o poder absoluto do rei ser dividido e entregue aos principais comites e duces (condes e duques). 
O filho de Clotário II, Dagoberto I (morto em 639), que enviou tropas à Península Ibérica e aos territórios eslavos pagãos no leste, é geralmente visto como o último rei merovíngio poderoso. Depois dele, a tendência é que a dinastia entre em declínio. Os reis que o sucederam são conhecidos como rois fainéants ("reis preguiçosos", "reis que nada fazem. Os reis, mesmo os voluntariosos como Dagoberto II e Quilperico II, não eram os principais agentes dos conflitos políticos, começando a surgir agora as aristocracias locais, deixando esta função para seus prefeitos do palácio, que progressivamente substituíram os interesses dos seus reis pelos seus. 
Muitos reis chegaram ao trono muito jovens e morreram no verdor dos anos, enfraquecendo ainda mais o poder real. Isto fez com que a galeria de reis merovíngios também fosse ocupada por mulheres esposas ou viúvas dos reis, que mantinham o poder juntamente com os prefeitos de Palácio enquanto seus filhos ainda não tinham idade para governar. A sucessão tinha um caráter sagrado, para ser rei era preciso ser descendente de Meroveu, por isso o povo até aceitava um rei que "não fizesse nada".
O prefeito do Palácio agia como uma forma de primeiro-ministro, sendo chefe da administração no território que comandava, de forma quase que independente; por isso que os reis assumiram uma figura de ociosidade. O conflito entre os prefeitos terminou quando os austrasianos sob Pepino de Herstal triunfaram em 687 na batalha de Tertry. A partir daí, Pepino, mesmo não sendo rei, era o governante político do reino franco e legou esta posição como herança a seus filhos. Agora eram os filhos do prefeito que dividiam o reino entre eles sob um rei único.

### Território
Após a morte de Dagoberto o território franco não seria mais unificado; sempre haveria diferentes reis na Nêustria, Austrásia, Borgonha, Aquitânia. O historiador Jean Favier afirma que "em 263 anos, só durante 72 anos os merovíngios conheceram um reino dos francos que tinham à frente um único rei."
A Nêustria foi o primeiro território conquistado pelos Merovíngios, Clóvis a dominou no ano de 486. Com Dagoberto ela torna-se, de fato, um reino; e após sua morte ganham destaques os grandes senhores e ganha destaque pelo seu embate com a Austrásia. Com a morte de Carlos Martel, ela deixa de existir enquanto entidade política.
A Aquitânia virou um ducado do reino franco, mas o seu duque era praticamente independente, reforçando a ideia das administrações locais.
Já a Borgonha era unida à Austrásia, mas foi um período de conflitos, então ela firmou seu território no ano de 613.
Sem muita importância no começo do reino franco, a Austrásia teve grande destaque a partir do final do século VI, principalmente pelos seus reis quererem ter uma hegemonia sobre todo o reino franco. Embora com seu próprio palácio, a Austrásia não deixou de fazer parte do reino franco. Mas foi neste território que surgiu a figura de Pepino, causando a futura decadência da dinastia.

### Decadência
A sequência de reis que não governava só fazia crescer cada vez mais, e os prefeitos do Palácio assumiam grande força política. Com a morte de Quilperico II, Teodorico IV assume o reino mas fica em um posto totalmente ocioso, dando espaço para total controle do prefeito do Palácio.
Após o longo governo de Pepino de Herstal, seu filho Carlos Martel assumiu o poder, lutando contra a nobreza e contra sua própria madrasta. Sua reputação de crueldade tornou questionável sua posição de prefeito. Durante os últimos anos de sua vida ele até mesmo governou sem um rei, apesar de não ter assumido a dignidade real. Seus filhos Carlomano e Pepino novamente nomearam um rei merovíngio (Quilderico III) para sanar rebeliões na periferia do reino. Carlomano logo saiu do poder e Pepino ficou à frente da administração de todo o reino.
Mas em 751, Pepino, o Breve finalmente destronou o último rei merovíngio. Mandou uma carta para o papa Zacarias para perguntar se quem merecia o título de rei era quem tinha o título ou quem detinha o poder. Então, com o apoio da nobreza e a bênção do papa Zacarias, assumiu o título de rei dos francos. O rei merovíngio deposto foi enviado a um monastério, sendo despojado de seus simbólicos cabelos longos. Com Pepino, os carolíngios passaram a governar os francos como reis e a dinastia Merovíngia chegou ao fim.

## Governo e lei

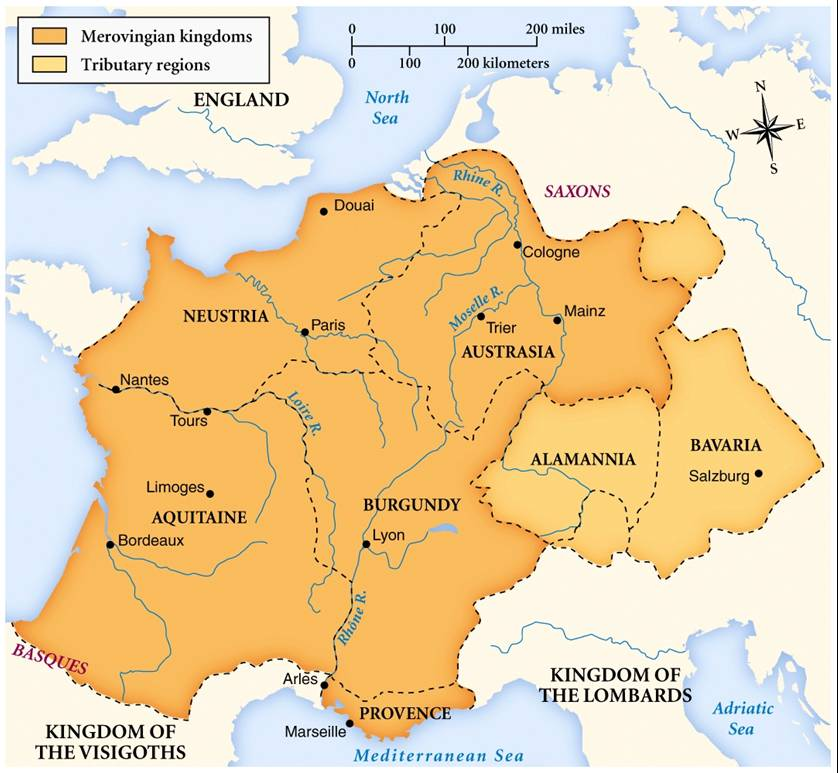
Reinos merovíngios

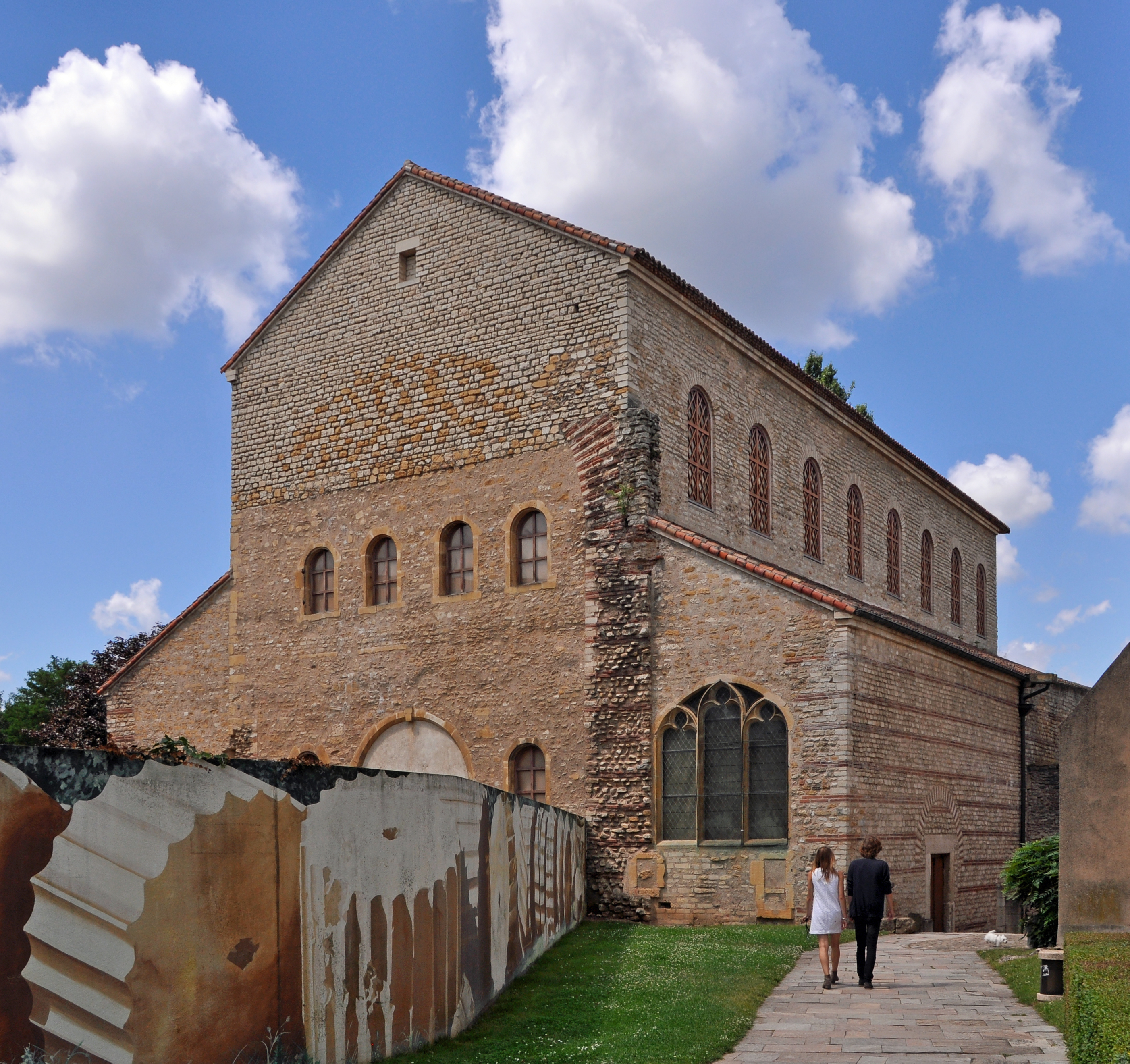
Antiga basílica merovíngia em Metz, capital do reino da Austrásia

O rei merovíngio era o senhor dos espólios de guerra, responsável pela redistribuição das riquezas conquistadas entre seus seguidores, apesar de estes poderes não serem absolutos. "Quando ele morria, suas propriedades eram divididas igualmente entre seus herdeiros como se fosse propriedade privada: o reino era uma forma de patrimônio." Alguns acadêmicos atribuem isso à falta de senso merovíngia de res publica, mas outros historiadores criticam este ponto de vista como uma simplificação demasiada.
O rei indicava magnatas para serem condes, incumbindo-os da defesa, administração e do julgamento de disputas. Isto acontecia contra o pano de fundo de uma Europa recentemente isolada, sem os sistemas romanos de impostos e burocracia, que os francos foram empregando em sua administração à medida que penetravam nas regiões completamente romanizadas do oeste e sul da Gália. Os condes tinham que fornecer exércitos, alistando suas milites e doando-lhes terras no seu retorno. Estes exércitos estavam submetidos ao chamado do rei por apoio militar. Havia assembleias nacionais anuais dos nobres do reino e seus exércitos onde decidia-se as principais políticas de guerra. O exército também aclamava os novos reis, erguendo-os sobre seus escudos em continuação a uma antiga prática que fazia do rei o líder do bando guerreiro. Além disso, esperava-se que o rei se mantivesse com os produtos de seus próprios domínios (royal demesne), o que era chamado de fisc. Este sistema evoluiu gradualmente para o feudalismo, e as expectativas da auto-suficiência real duraram até a Guerra dos Cem Anos. O comércio declinou com a queda do Império Romano e as propriedades agrícolas eram em sua maioria auto-suficientes. O comércio internacional que persistiu era dominado por mercadores do Oriente Médio.
A lei merovíngia não era uma lei universal igualmente aplicável a todos; era aplicada a cada indivíduo de acordo com sua origem: os francos ripuários eram sujeitos à sua própria Lex Ripuaria, codificada numa data posterior, enquanto a conhecida Lex Salica dos clãs salianos, a princípio temporariamente codificada em 511, foi invocada sob as exigências medievais posteriores no tempo dos Valois. Nisto os francos deixaram para trás borgonheses e visigodos, que não tinham uma lei universal baseada na romana. No período merovíngio, a lei permaneceu como costume de memorização dos rachimburgs, que memorizavam todos os precedentes nos quais ela era baseada, devido ao fato de que a lei merovíngia não admitia o conceito de criação de uma nova lei, apenas na manutenção da tradição. Essas tradições dos Povos germânicos não ofereciam nenhum código de Civil Law exigido por uma sociedade civil urbanizada, como o que Justiniano montou e promulgou no Império Bizantino. Os poucos textos merovíngios sobreviventes estão quase inteiramente preocupados com as divisões de propriedades entre herdeiros.
O rei merovíngio ao longo do tempo foi perdendo poder para as aristocracias locais, os grandes senhores ficavam mais seguros em cidades como Soissons, depois Paris, na Nêustria; Colônia, depois Metz, na Austrásia que acabaram por assumir ares de capitais, do que protegidos por Reis abalados por processos de sucessão. Em cada Reino, se encontra a frente desta aristocracia o prefeito do palácio, que mantém o poder apenas por se denominar um descendente de Clóvis, no principio esse prefeito tinha apenas funções domésticas, ao mordomo, cabia apenas as funções de organização doméstica. No século VII, ele se tornou chefe da administração. Já em meados do mesmo século ele é o Major Pallatis, "o maior no palácio". Na Realidade agora é ele quem governa. E Eginhardo analisará mais tarde as bases reais deste poder de tal maneira: 
"Esta honra normalmente só era dada pelo povo àqueles que a conquistavam seja pelo brilho de sua estirpe, seja pela grandeza de sua fortuna".
Acontecia também casos em que prefeitos do Palácio partilhavam o poder, ou lutavam por ele, com rainhas e mães de reis muito jovens.

## Religião e cultura

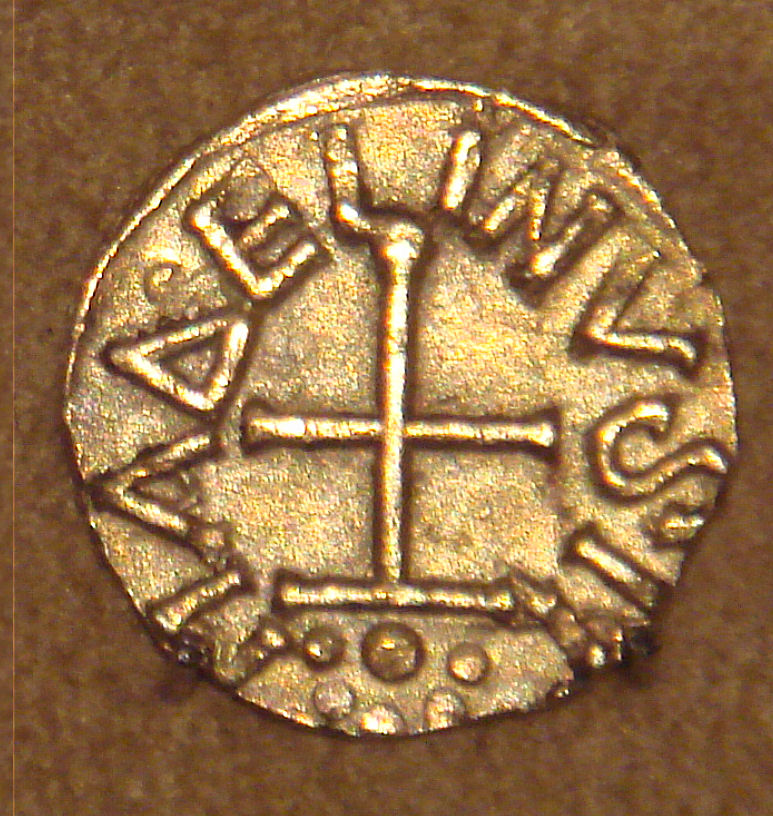
Tremisse Franca de Ouro com uma cruz cristã, descoberta por mineradores, Dorestad, Países Baixos, meados do século VII

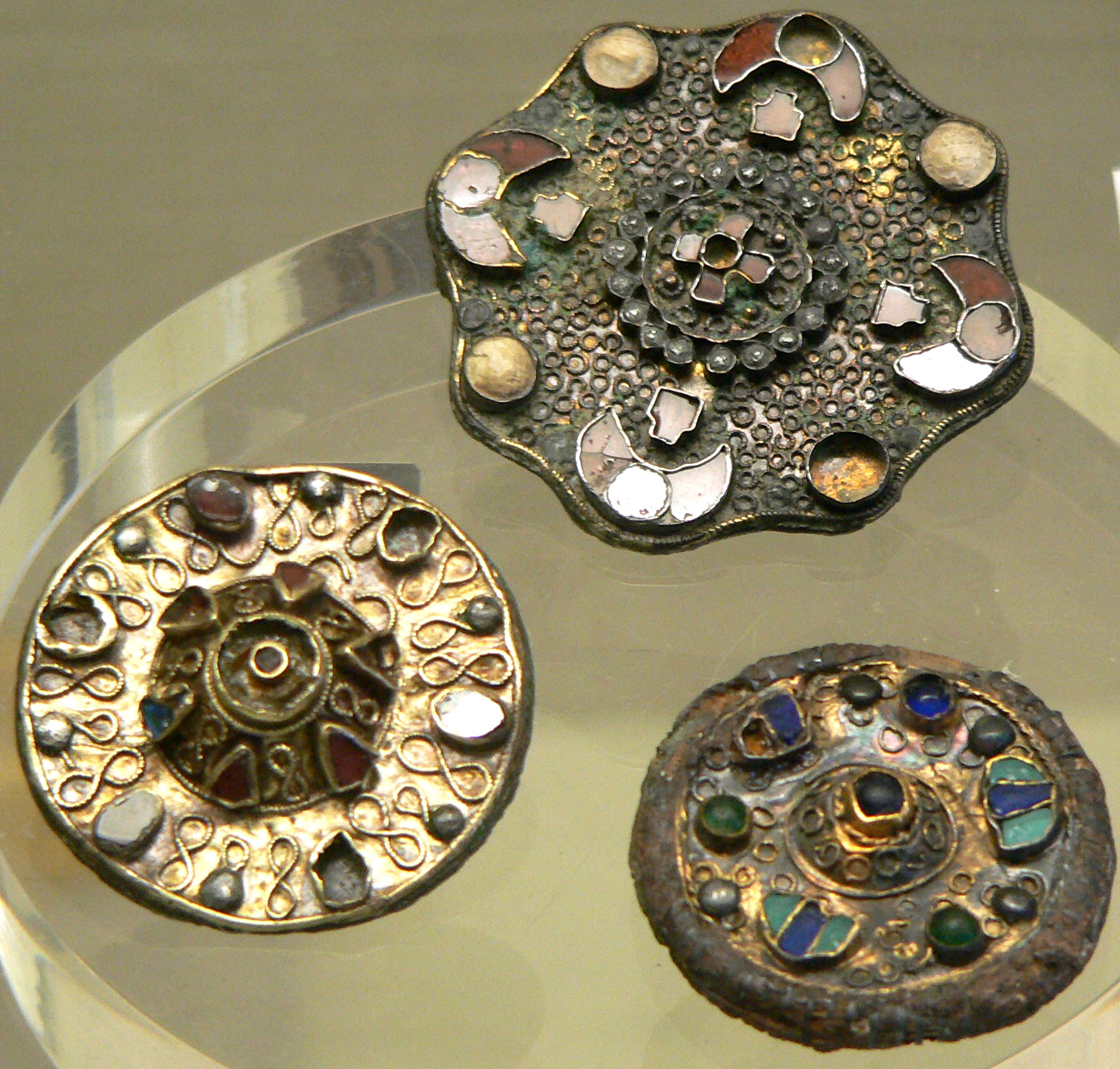
Fíbulas Merovíngias. Cabinet des Médailles

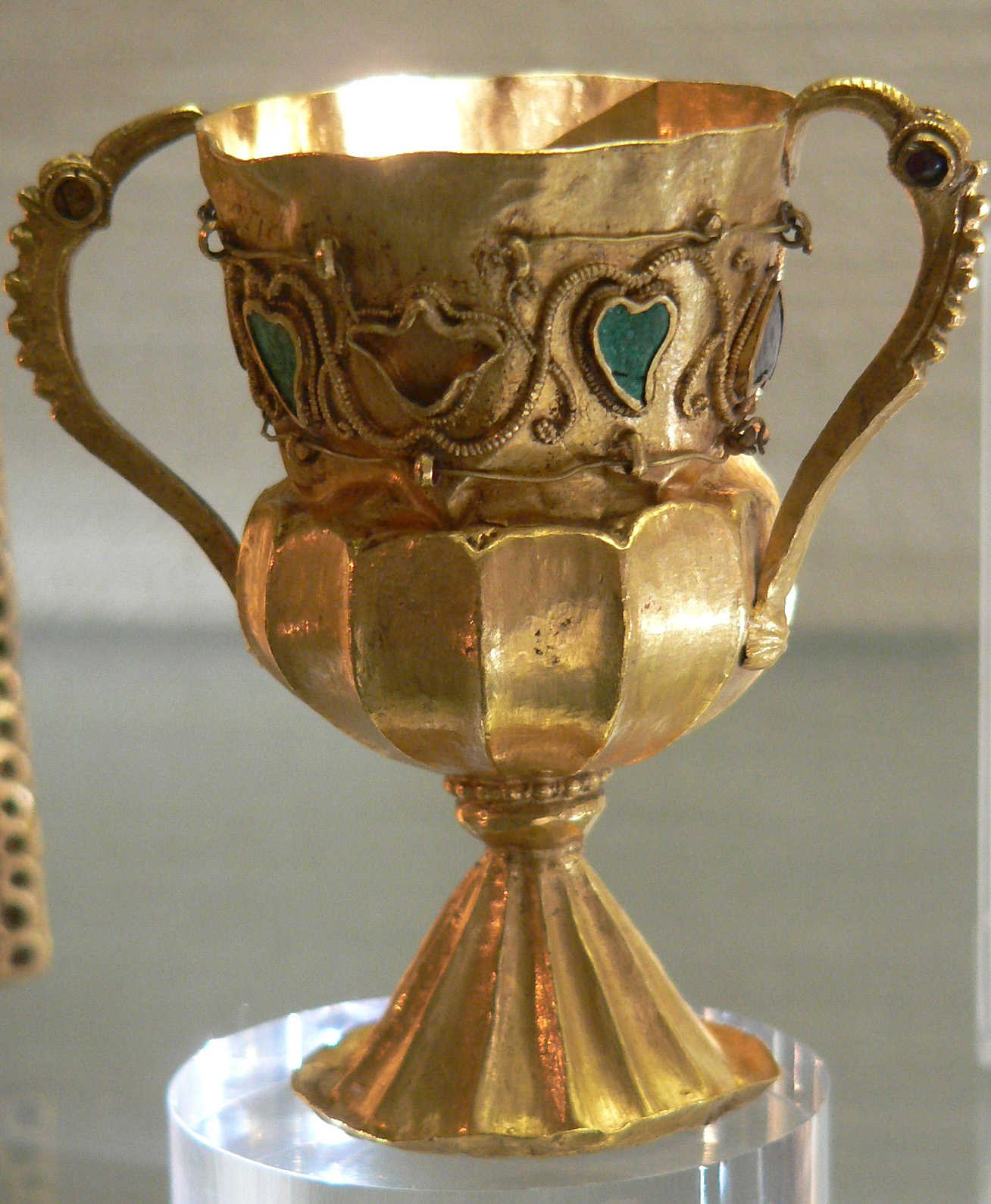
Um cálice de ouro do Tesouro de Gourdon

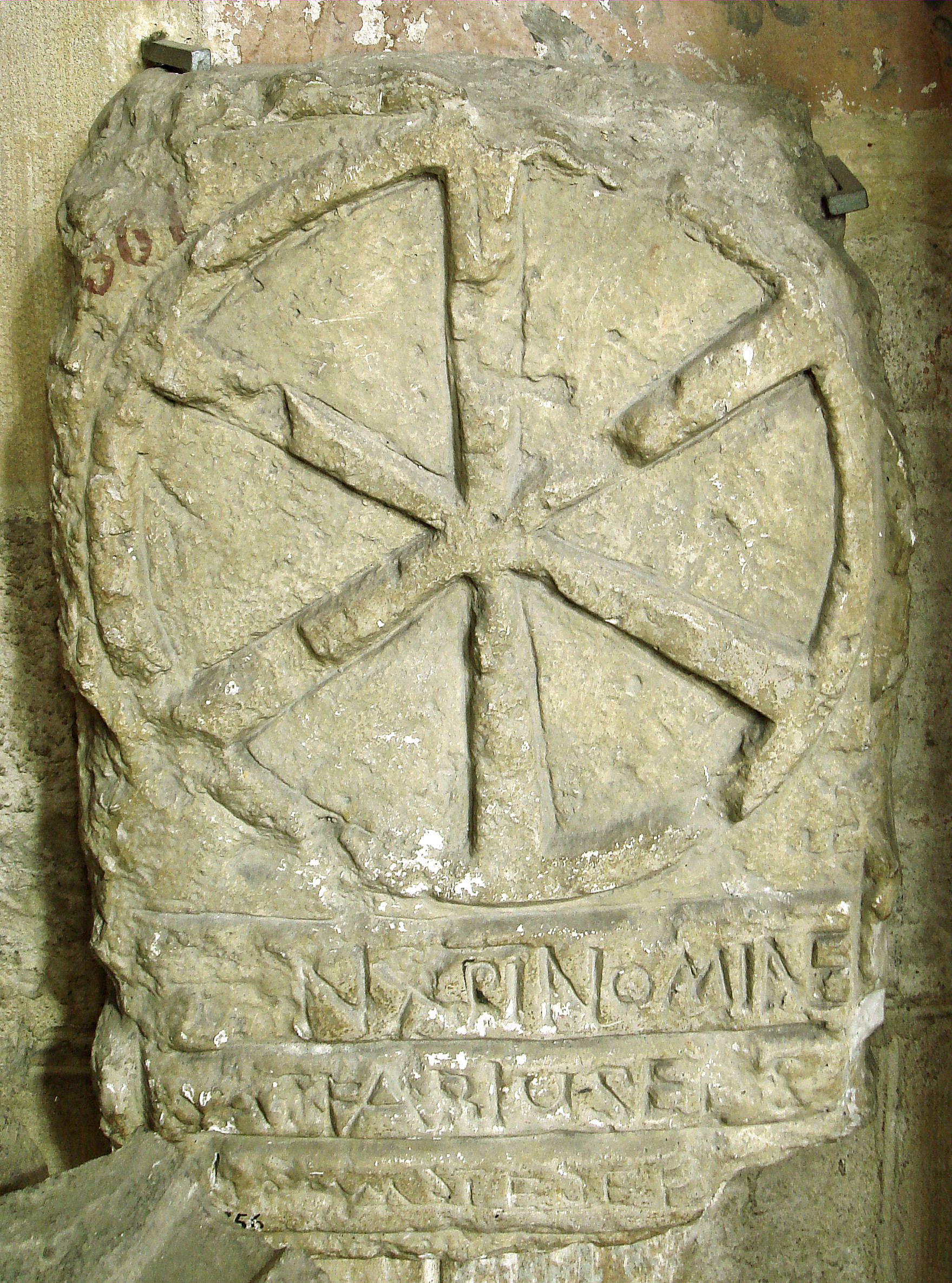
Cobertura de um sarcófago merovíngio com o monograma cristão IX, Musée d'Archéologie Nationale

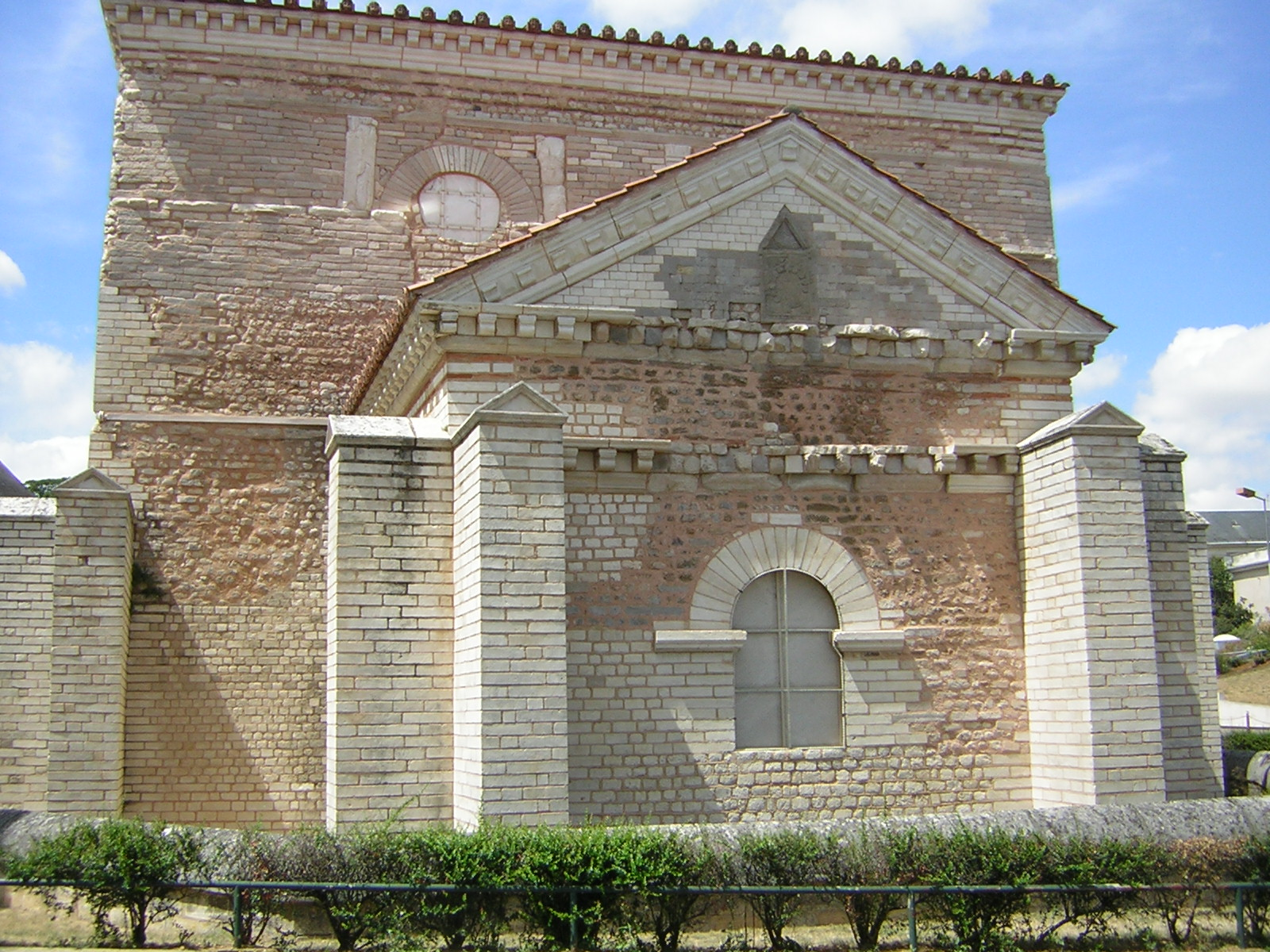
Batistério de São João, Poitiers

A cultura merovíngia era tão completamente embebida de religião que Ytzhak Hen julgou que poder-se-ia apresentar a cultura popular merovíngia como essencialmente um sinônimo de sua religião, o que ele mostra através de textos escritos. A cultura merovíngia certamente testemunhou uma extensa proliferação de santos. A cultura era refletida inclusive no governo, com a presença dos prefeitos dos palácios dispersados pelo reino que partilhavam o poder com rainhas ou mães de reis muito jovens, pelo motivo de que naturalmente a mulher era excluída nas partilhas que ocorriam quando um rei merovíngio morria, deixando as terras apenas para seus filhos, não deixando assim de pertencer à família. Tais reivindicações eram invocadas através da Lei Sálica como uma justificativa mal concebida de manter o poder na mão dos homens. Se ocasionalmente as esposas e as viúvas assumissem o controle, é porque elas o mantêm e nesse caso a tradição era a de que “o poder pertence àquele que é capaz de exercê-lo.”
O cristianismo foi levado aos francos pelos monges, a começar pelo batismo de Clóvis I, que adotando o cristianismo, foi o primeiro rei Franco cristão, sob um povo cristão. Apesar das práticas cristãs e de suas artes sacras, a coroação não foi beneficiada com a celebração oficial que ocorria no Império Romano ou veio a acontecer já no Reino Carolíngio. Apesar de tudo, Clóvis utilizou da conversão para a propagação do poder religioso, já que notou que a igreja crescia consideravelmente no que dizia respeito ao Império Romano. Com isso assumindo sua autoridade sobre os bispos em 511, mesmo ano de sua morte. É válido saber que com a divisão do Império Romano e posteriormente a queda do império do ocidente, os bispos mantiveram seus poderes e recursos nas cidades, ainda ligadas ao Império que agora se chamava Império Bizantino, e também com os povos germânicos, poder esse que decorreu no surgimento de monastérios por toda região da Gália, Nêustria, e Austrásia.
O mais famoso desses missionários é São Columbano, um monge irlandês que desfrutou de grande influência junto à rainha Batilda. Os reis e rainhas merovíngios tomavam vantagem da recente formação da estrutura do poder eclesiástico. Monastérios e sedes episcopais eram cuidadosamente concedidas às elites que apoiavam a dinastia. Grandes extensões de terras foram doadas aos monastérios para dispensar aquelas terras dos impostos reais e para preservá-las dentro da família. A família manteria seu domínio sobre o monastério pela indicação de seus membros como abades. Filhos e filhas mais novos e que não poderiam casar-se eram enviados aos monastérios para que não ameaçassem a herança da criança mais velha. Esse uso pragmático dos monastérios assegurou laços fortes entre as elites e as propriedades monásticas.
Vários merovíngios que serviram como bispos e abades, ou que generosamente fundaram abadias, foram recompensados com a santidade. A grande quantidade de santos francos que não pertenciam nem à realeza merovíngia nem às famílias aliadas que forneciam condes e duques, merece uma verificação mais apurada para este fato isoladamente: assim como Gregório de Tours, eles pertenciam, quase sem exceção, à aristocracia galo-romana das regiões meridionais e ocidentais sob controle merovíngio. A principal forma característica da literatura merovíngia é representada pelas biografias dos santos. A hagiografia merovíngia não prepara uma biografia no sentido romano nem no moderno, mas a prepara para atrair e manter a devoção popular através das fórmulas de elaborados exercícios de literatura, através dos quais a igreja franca direcionava a piedade popular dentro dos canais ortodoxos, definindo a natureza da santidade e mantendo algum controle sobre os cultos póstumos que se desenvolviam espontaneamente nos locais de sepultamento, onde a força de vida do santo prolongava-se, pelo bem do devotos.
Os vitae et miracula, porque os milagres impressionantes eram um elemento essencial da hagiografia merovíngia, eram lidos em voz alta nos dias comemorativos dos santos. Muitos santos merovíngios, e a maioria das santas, eram locais, venerados apenas dentro de regiões estritamente circunscritas; seus cultos foram revividos na Alta Idade Média, quando a população de mulheres nas ordens religiosas cresceu enormemente. Judith Oliver apontou cinco santas merovíngias na diocese de Liège que aparecem numa longa lista de santos de um saltério do final do século XIII. As características que elas dividem com muitas santas merovíngias podem ser mencionadas: 
- Regenulfa de Incourt, uma virgem do século XVII da Brabante de língua francesa, de linhagem ancestral dos duques de Brabante, fugiu de um pedido de casamento para viver isolada na floresta, onde ela curava com seu toque;
- Santa Ermelinda, uma virgem do século XVI descendente de Pepino I, morou em várias casas completamente isolada;
- Santa Begga, a mãe de Pepino II, fundou várias igrejas e um beguinário em Andenne durante sua viuvez;
- A claramente lendária Oda de Arnay, foi empurrada para a linha carolíngia pela genealogia espúria em sua biografia do século XIII, que a fez mãe de Arnulfo, bispo de Metz. Mas ela tem sido identificada como a histórica Santa Crodoara ;[17]
- Finalmente, a amplamente venerada Santa Gertrudes de Nivelles, irmã de Begga na ancestralidade carolíngia, foi abadessa de um beguinário estabelecido por sua mãe.

As biografias de seis santos merovíngios que ilustram a história política daquela era foram traduzidas e editadas por Paul Fouracre e Richard A. Gerberding, e apresentadas como o Liber Historiae Francorum, para fornecer de certa forma contexto histórico.

### Santos merovíngiosmais importantes

#### Rainhas e abadessas
- Genoveva, a virgem de Paris (falecida em 502);
- Clotilde, rainha dos francos (falecida em 544/45);
- Monegunda, viúva e eremita de Tours (falecida em 544);
- Radegunda, princesa turingiana que fundou um monastério em Poitiers (falecida em 587);
- Rusticula, abadessa de Arles (falecida em 632);
- Cesária II, abadessa de Saint Jean de Arles (falecida em c. 550);
- Glodesinda, abadessa de Metz (falecida em c. 600);
- Burgundofara, abadessa de Moutiers (falecida em 645);
- Sadalberga, abadessa de Laon (falecida em 670);
- Rictruda, abadessa fundadora de Marchiennes (falecida em 688);
- Ita, abadessa fundadora de Nivelles (falecida em 652);
- Bega, abadessa de Andenne (falecida em 693);
- Gertrudes de Nivelles, abadessa de Nivelles (falecida em 658);
- Aldegunda, abadessa de Mauberges (falecida em c. 684);
- Valtruda, abadessa de Mons (falecida em c. 688);
- Batilda, rainha dos francos (falecida em c. 680);
- Eustadiola, viúva de Bourges (falecida em 684);
- Bertila, abadessa de Chelles (falecida em c. 700);
- Anstruda, abadessa de Laon (falecida antes de 709);
- Austreberta, abadessa de Pavilly (falecida em 703).

#### Bispos e abades
- Audoíno de Ruão;
- Aunemundo;
- Leodegário, bispo de Autun;
- Prejecto;
- Elígio, bispo de Noyon-Tournai;
- Pretestato, bispo de Ruão e amigo de Gregório de Tours;
- Gregório de Tours, bispo de Tours e historiador;
- Santo Huberto, apóstolo de Ardennes e o primeiro bispo de Liège.

## Historiografia e fontes
"A história dos francos, especialmente dos primeiros francos, é rica em fábulas, mas pobre em história".
Prefácio de "Os Francos" ("The Franks"), Lewis Sergeant.
Existe um número limitado de fontes contemporâneas para a história dos francos merovíngios, mas esta que sobreviveram cobrem todo o período da sucessão de Clóvis à deposição de Quilderico. Em primeiro lugar entre os cronistas da época está o canonizado bispo de Tours, Gregório de Tours. Seu Decem Libri Historiarum é uma fonte primária dos reinados dos filhos de Clotário II e de seus descendentes até a morte de Gregório.
A fonte importante seguinte, bem menos organizada que o trabalho de Gregório, é a Crônica de Fredegário, iniciada por Fredegário, mas continuada por autores desconhecidos. Ela cobre o período de 584 a 641, apesar de seus continuadores, sob patrocínio carolíngio, estenderem-na até 768, após o fim da era merovíngia. Ela é a única fonte narrativa primária da maior parte de seu período. A única outra fonte contemporânea importante é o Liber historiae Francorum, uma adaptação anônima do trabalho de Gregório aparentemente ignorante da crônica de Fredegar: seu(s) autor (es) termina com uma referência ao sexto ano de Teodorico IV, que seria 727. Ele foi amplamente lido; apesar de ele ser indubitavelmente uma parte do trabalho pipinida, e seus preconceitos levarem-no a iludir (por exemplo, concernente às duas décadas entre as controvérsias envolvendo os prefeitos do palácio Grimoaldo, o Velho e Ebroíno: 652-673).
Junto com estas crônicas, as únicas fontes sobreviventes de historiografia são cartas, cânones e seus semelhantes. Clérigos como Gregório e Sulpício o Pio escreviam cartas, apesar de relativamente poucas cartas tenham sobrevivido. Decretos, concessões e decisões judiciais sobreviveram, assim como a famosa lei sálica, mencionada acima. A partir dos reinados de Clotário II e Dagoberto I sobreviveram muitos exemplos da posição real como o suprema corte e juiz definitivo. Também sobreviveram biografias da vida dos santos do período, por exemplo Santo Elígio e Leodegário, escritas logo após suas mortes.
Finalmente, a evidência arqueológica não pode ser ignorada como uma fonte de informação, no mínimo, sobre o modus vivendi dos francos da época. Entre as grandes descobertas de objetos perdidos está a desvelação acidental em 1653 da tumba de Quilderico I numa igreja em Tournai. Os objetos do túmulo incluíam uma cabeça de touro dourada e os famosos insetos dourados (talvez abelhas, cigarras, afídeos ou moscas) com os quais Napoleão enfeitou seu manto de coroação. Em 1957, o sepulcro da segunda esposa de Clotário I, Aregunda, foi descoberto na Basílica de Saint-Denis em Paris. As vestimentas funerárias e as jóias estavam razoavelmente bem preservadas, dando-nos uma visão dos costumes da época.

## Numismática

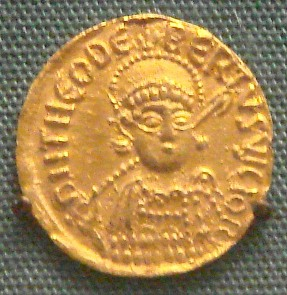
Moeda de Teodeberto I, 534–548

A cunhagem bizantina estava em uso na Frância antes que Teodeberto I começasse a cunhar seu próprio dinheiro no começo de se reinado. Ele foi o primeiro a lançar uma cunhagem distintamente merovíngia. O soldo e o triente foram cunhados na Frância entre 534 e 679. O denário apareceu depois, em nome de Quilderico II e de vários membros da nobreza não reais por volta de 673-675. Um denário carolíngio substituiu o merovíngio e o pfennig frisão na Gália de 755 até o século XI.
As moedas merovíngias estão em exibição no Monnaie de Paris, em Paris.

## Idioma
Yitzhak Hen afirmou que parece certo que a população galo-romana era muito maior do que a população franca na Gália merovíngia, especialmente nas regiões ao sul do rio Sena, com a maioria dos assentamentos francos localizados ao longo do Baixo e Médio Reno. Quanto mais ao sul, na Gália, você viajava, mais fraca a influência franca se tornava. Hen dificilmente encontrou evidências de assentamentos francos ao sul do Rio Loire. A ausência de fontes de literatura franca sugere que a Língua frâncica foi esquecida rapidamente após o estágio inicial da dinastia. Hen acredita que o Latim vulgar permaneceu a língua falada na Gália para a Nêustria, Borgonha e a Aquitânia, ao longo do período merovíngio e se manteve bem mesmo dentro do período carolíngio. No entanto, Urban T. Holmes estimou que uma língua germânica era falada como segunda língua por funcionários públicos na Austrasia ocidental e na Neustéria até meados de 850, e que desapareceu completamente como uma língua falada dessas regiões apenas durante o século X.

## Merovíngios na cultura popular
- Os merovíngios são retratados no livro O Santo Graal e a Linhagem Sagrada, de Michael Baigent, Richard Leigh e Henry Lincoln, no qual se reivindica que eles sejam descendentes de Jesus.
- O merovíngio é uma personagem dos filmes The Matrix Reloaded e The Matrix Revolutions.
- Merovíngio é uma das palavras soletradas retratada no filme Akeelah and the Bee.
- O adjetivo "merovíngio" é usado pelo menos cinco vezes em Em Busca do Tempo Perdido de Marcel Proust.
- No filme de 2006 O Código Da Vinci a principal personagem, Sophie, descobre que ela é uma descendente da linhagem merovíngia, assim como de Jesus Cristo.